# Волоярви
Волоя́рви (фин. Vuolejärvi) — упразднённая (в 2000 году) деревня на территории Куйвозовского сельского поселения Всеволожского района Ленинградской области.

## История
Впервые упоминается в 1500 году в Писцовой книге Водской пятины как деревня на Валоярве.
Затем во времена шведского владычества называлась Вуола-Хоф.
Первое картографическое упоминание — селение Wolajerva, происходит на карте Нотебургского лена первой трети XVII века.

Деревня Микульская на реке Влоге от устья её есть первая; за нею в шести верстах по той же реке лежит другая чухонская деревня, Волоярви называемая, от которой в 20 верстах находится село Матокса, в котором при российской церкви определённый священник очень хорошо разумеет язык чухонский. (1792 год)

Затем деревня Волоярви упоминается «на карте окружности Санкт-Петербурга» 1810 года.

ВОЛОЯРВИ — деревня, принадлежит графу Александру Остерману Толстому, жителей  по ревизии 63 м. п., 78 ж. п.; (1838 год)

На этнографической карте Санкт-Петербургской губернии П. И. Кёппена 1849 года она обозначена как деревня «Wuolejärwi», расположенная в ареале расселения эвремейсов. В пояснительном тексте к этнографической карте она названа Wuolejärwi (Волоярви) и указано количество её жителей на 1848 год: эвремейсов — 66 м. п., 81 ж. п., всего 147 человек.

ВОЛОЯРВИ — деревня гр. Остермана-Толстого, по просёлкам, 21 двор, 59 душ м. п. (1856 год)

Число жителей деревни по X-ой ревизии 1857 года: 63 м. п., 82 ж. п..

ВОЛОЯРОВО — деревня владельческая при р. Явлоге, 26 дворов, 74 м. п., 87 ж. п.; (1862 год)

Согласно подворной переписи 1882 года в деревне проживали 35 семей, число жителей: 94 м. п., 105 ж. п., лютеране: 90 м. п., 98 ж. п., разряд крестьян — собственники, а также пришлого населения 3 семьи, в них: 6 м. п., 10 ж. п., лютеране: 5 м. п., 8 ж. п..

ВОЛОЯРВИ — деревня Волояровского сельского общества при р. Авлоге 44 двора, 119 м. п., 119 ж. п., всего 238 чел. один хлебозапасный магазин. (1896 год)

В конце XIX — начале XX века деревня административно относилась к Матокской волости 2-го стана Шлиссельбургского уезда Санкт-Петербургской губернии. Население деревни было однородным — финским.
В 1909 году в деревне открылась земская школа. Учителем в ней работал А. Горбачёв.
Согласно переписи населения СССР 1926 года:

ВОЛОЯРВИ — деревня в Волоярвском сельсовете, 55 хозяйств, 261 душа.

Из них: русских — 6 хозяйств, 11 м. п. и 15 ж. п. всего 26 душ; ингерманландцев — 47 хозяйств, 116 м. п. и 111 ж. п. всего 227 душ; суоми — 1 хозяйство, 1 м. п. и 3 ж. п. всего 4 души; эстов — 1 хозяйство, 3 м. п. и 1 ж. п. всего 4 души; (1926 год)

В состав Волоярвского сельсовета по данным переписи населения 1926 года входили деревни: Волоярви, Гавань, Носово, Няссино, Рогозинка. Сельсовет находился в составе Куйвозовской волости Ленинградского уезда. В том же 1926 году был организован Волоярвский финский национальный сельсовет, население которого составляли: финны — 648, русские — 26, другие нац. меньшинства — 84 человека.
По административным данным 1933 года в состав Волоярвского сельсовета Куйвозовского финского национального района входили: деревни Волоярви, Гавань, Рогозинка, Няссино, Киви-сулку и выселок Пионер, общей численностью населения 660 человек.
По административным данным 1936 года деревня Вуолоярви являлась административным центром Вуолоярвского сельсовета Токсовского района. В сельсовете было 4 населённых пункта, 165 хозяйств и 4 колхоза.

ВОУЛОЯРВИ — деревня Воулоярвского сельсовета, 264 чел. (1939 год)

Национальный сельсовет был ликвидирован весной 1939 года.

Деревня Волоярви на карте 1939 года

Согласно топографическим картам РККА 1939 и 1940 годов деревня насчитывала 65 дворов.
До 1940 года — место компактного проживания ингерманландских финнов.
В июле 1942 в районе Волоярви на оборонных работах трудились студентки младших курсов 1-го Ленинградского медицинского института. Рыли траншеи и блиндажи
1 июня 1954 года деревня Волоярви была включена в деревню Матокса, население деревни составляло 265 человек.
По данным 1966 и 1973 годов деревня Волоярви входила в состав Куйвозовского сельсовета.
Решением облисполкома № 189 от 16 мая 1988 года, находящееся в 12 км севернее деревни Волоярви, братское кладбище красноармейцев и советских воинов, погибших в гражданскую, советско-финляндскую и Великую Отечественную войны, признано памятником истории.
По данным 1990 года деревня Волоярви также входила в состав Куйвозовского сельсовета.
По данным 1997 года в деревне Волоярви был всего 1 житель.
Упразднена в 2000 году из-за отсутствия постоянных жителей. Сейчас от деревни осталось несколько домов у дороги.

## География
Находится в северо-восточной части района на правом берегу реки Авлога (фин. Vuolejoki), в 1,5 км к западу от озера Волоярви (фин. Vuolejärvi) на автодороге А120 (Санкт-Петербургское северное полукольцо, бывшая 41А-189 «Магистральная» (Р21 — Васкелово — А121 — А181)).
Ранее располагалась по обоим берегам реки.

## Демография
Изменение численности населения за период с 1838 по 1997 год:

## Известные уроженцы
- Оллыкайнен Вера Михайловна (1919—2009) — филолог, лексикограф Института языка, литературы и истории КарНЦ РАН, автор Большого русско-финского словаря (1997), Словаря северноингерманландских говоров финского языка (2003) и др.[33]

## Фото

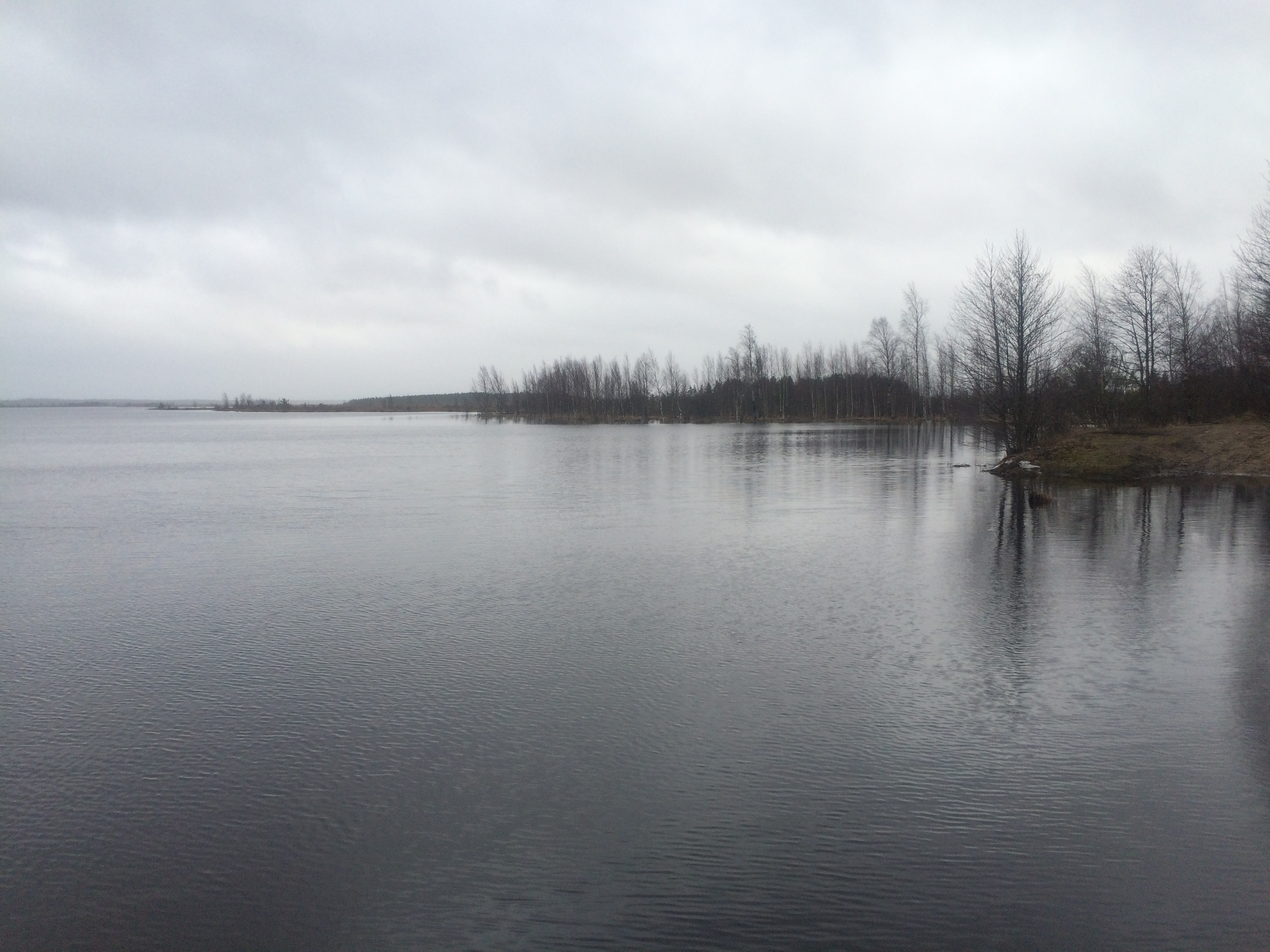
Озеро Волоярви. 2020 год